# Хуан Давід Кабаль
Хуан Давід Кабаль (ісп. Juan David Cabal, нар. 8 січня 2001, Калі) — колумбійський футболіст, центральний захисник італійського «Ювентуса».

## Ігрова кар'єра
Народився 8 січня 2001 року в Калі. Вихованець футбольної школи клубу «Атлетіко Насьйональ». Дорослу футбольну кар'єру розпочав 2019 року в основній команді того ж клубу, в якій провів три роки, взявши участь у 45 матчах чемпіонату. 
20 серпня 2022 року за 4 мільйони євро перебрався до «Верони».
У липні 2024 року підписав п'ятирічний контракт з «Ювентусом».

## Статистика виступів

### Статистика клубних виступів
Станом на 21 серпня 2022
| Сезон                           | Команда                         | Чемпіонат                       | Чемпіонат | Чемпіонат | Національний кубок | Національний кубок | Національний кубок | Континентальні кубки | Континентальні кубки | Континентальні кубки | Інші змагання | Інші змагання | Інші змагання | Усього | Усього |
| Сезон                           | Команда                         | Ліга                            | Ігор      | Голів     | Ліга               | Ігор               | Голів              | Ліга                 | Ігор                 | Голів                | Ліга          | Ігор          | Голів         | Ігор   | Голів  |
| ------------------------------- | ------------------------------- | ------------------------------- | --------- | --------- | ------------------ | ------------------ | ------------------ | -------------------- | -------------------- | -------------------- | ------------- | ------------- | ------------- | ------ | ------ |
| 2019                            | «Атлетіко Насьйональ»           | A                               | 8         | 0         | КК                 | 1                  | 0                  | КЛ+ПК                | 0                    | 0                    |               | -             | -             | 9      | 0      |
| 2020                            | «Атлетіко Насьйональ»           | A                               | 1         | 0         | КК                 | 1                  | 0                  | СА                   | 0                    | 0                    |               | -             | -             | 2      | 0      |
| 2021                            | «Атлетіко Насьйональ»           | A                               | 13        | 0         | КК                 | 1                  | 0                  | ЛЧ                   | 0                    | 0                    |               | -             | -             | 14     | 0      |
| січ.-серп. 2022                 | «Атлетіко Насьйональ»           | A                               | 23        | 1         | КК                 | 2                  | 0                  | ЛЧ                   | 0                    | 0                    |               | -             | -             | 25     | 1      |
| Усього за «Атлетіко Насьйональ» | Усього за «Атлетіко Насьйональ» | Усього за «Атлетіко Насьйональ» | 45        | 1         |                    | 5                  | 0                  |                      | 0                    | 0                    |               | -             | -             | 50     | 1      |
| 2022–23                         | «Верона»                        | A                               | 0         | 0         | КІ                 | -                  | -                  |                      | -                    | -                    |               | -             | -             | 0      | 0      |
| Усього за кар'єру               | Усього за кар'єру               | Усього за кар'єру               | 45        | 1         |                    | 5                  | 0                  |                      | 0                    | 0                    |               | -             | -             | 50     | 1      |

## Титули і досягнення
- Володар Кубка Колумбії (1):

«Атлетіко Насьйональ»: 2021